# Cryptochironomus ussouriensis
Cryptochironomus ussouriensis är en tvåvingeart som först beskrevs av Maurice Emile Marie Goetghebuer 1933.  Cryptochironomus ussouriensis ingår i släktet Cryptochironomus och familjen fjädermyggor. Arten har ej påträffats i Sverige. Inga underarter finns listade i Catalogue of Life.